# Haufenhof

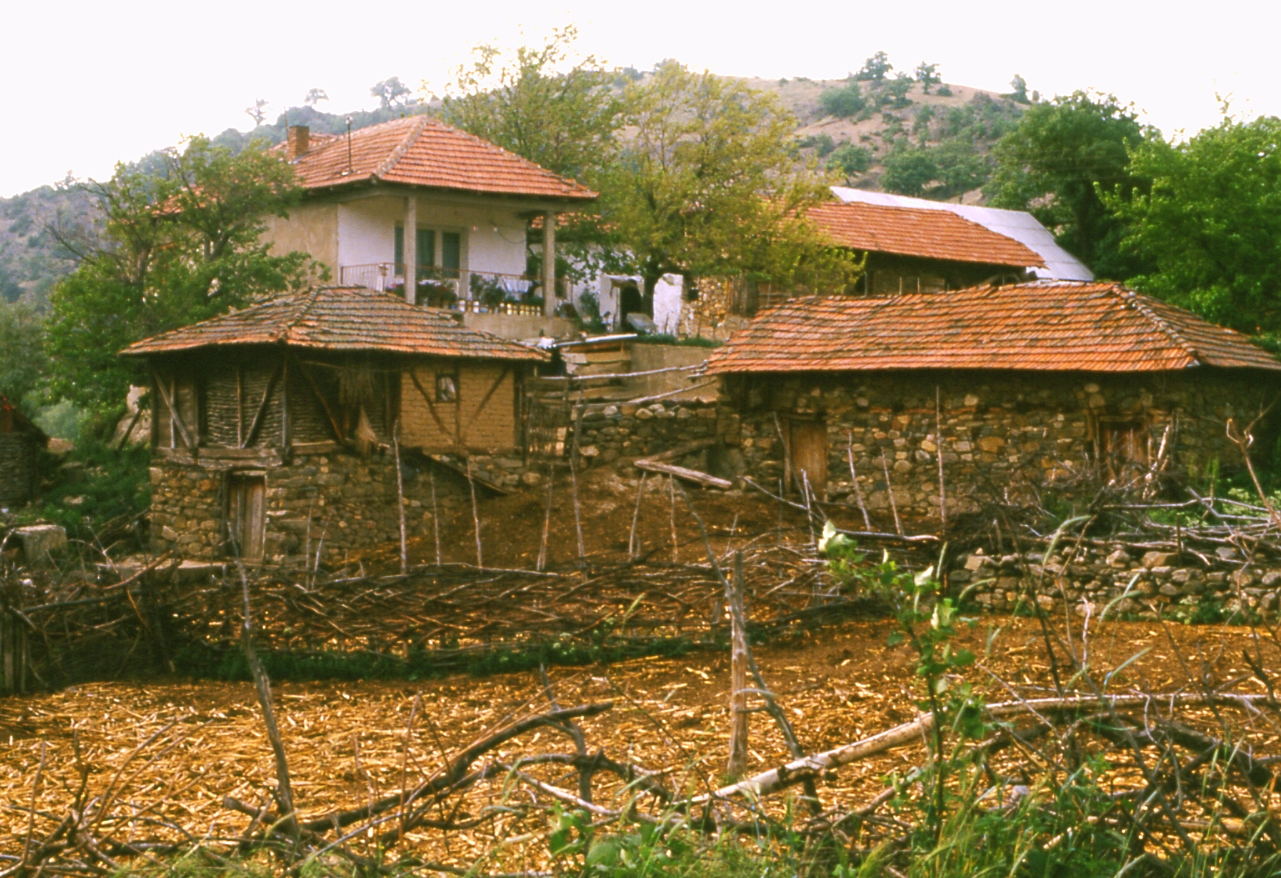
Haufenhof in Mazedonien

Beim Haufenhof, auch Gruppenhof genannt, handelt es sich um eine landwirtschaftliche Gehöftform, vornehmlich des östlichen Alpenraumes. In unterschiedlichen Formen findet sich diese Hofform des Bauernhofs in weiten Teilen Kärntens, der Steiermark als auch der benachbarten Gebiete Nieder- und Oberösterreichs, bei der das Wohnhaus gemeinsam mit den Stallungen und verschiedenen Wirtschaftsbauten wie Getreidekasten, Brunnenhütte u. a. eine Gruppe bildet. 
Dadurch kam es zu einer relativ großen Anzahl unterschiedlich großer Gebäude. Diese wurden möglichst funktional im Gelände angeordnet. Als Baumaterial diente dabei vor allem Stein und Holz, aber auch Ziegel kamen dabei zum Einsatz. Die Mauern erreichten dabei eine Dicke bis zu 50 Zentimeter. 
Ursprünglich wurden Holzschindeln oder Stroh als Dachabdeckung benutzt. Heute werden typischerweise Tondachziegel eingesetzt. 
Das Wohnhaus der innerösterreichischen Gruppenhöfe war in weiten Gebieten ein Rauchstubenhaus mit der Rauchstube als zentralem Koch- und Wohnraum mit offenem Herd, Backofen und Schweinefutterkessel.
In der unregelmäßigen Anordnung der verschiedenen Hofgebäude wird der Haufenhof als die urtümlichste Hofform angesehen.
Eine Extremform des Haufenhofs ist die Musha (so die Bezeichnung in Schona, der Landessprache von Simbabwe) einiger Bantuvölker, hier ist sogar der Wohnraum auf verschiedene Gebäude verteilt, getrennte Hütten als Schlafräume der verschiedenen Generationen und die Küchenhütte.